# Catherine Hayes
Catherine Hayes, a veces escrito Catharine Hayes (1690-9 de mayo de 1726), fue una mujer inglesa quemada en la hoguera por cometer pequeña traición al asesinar a su esposo.

## Biografía

### Primeros años y matrimonio
Catherine Hall nació en el seno de una familia pobre en Birmingham en 1690. A los 16 años, Hall obtuvo un puesto como sirvienta en la casa de un granjero de apellido Hayes en Warwickshire. John Hayes, hijo del propietario y de 21 años de edad, quien trabajaba como carpintero, se enamoró de Catherine al poco tiempo; en cuestión de un año, ambos contrajeron matrimonio.: p. 135 

### Traslado a Londres y asesinato
Varios años después, la pareja se mudó a Londres y abrió una pequeña tienda en Oxford Road, Tyburn, convirtiéndose Hayes a su vez en un exitoso prestamista. Catherine, quien dio a luz un total de 12 hijos, declararía posteriormente que su esposo era un maltratador; le prohibía asistir a la iglesia e incluso llegó a matar a sus hijos recién nacidos. A finales de 1725, dos hombres, Thomas Wood y Thomas Billings (este último hijo adoptivo de la pareja), se alojaron con el matrimonio,: p. 136  quien desde su traslado a la capital había estado viviendo de alquiler.
Promiscua desde su adolescencia, Hayes empezó a mantener una aventura con ambos hombres, tomando los tres la decisión de matar a John. El 1 de marzo de 1726, Wood y Billings persuadieron a John de participar en un reto de bebida; una vez ebrio, los dos hombres procedieron a matarlo. A continuación descuartizaron el cuerpo: p. 139  y depositaron varias partes en un estanque ubicado en Marylebone, arrojando la cabeza al Támesis, donde fue hallada al día siguiente, tras lo cual fue expuesta durante varios días en el cementerio de la Iglesia de Santa Margarita, en Westminster, lo que resultó finalmente en la identificación del cadáver.
El 24 de marzo fueron hallados el tronco y las extremidades; para entonces, Hayes y Billings ya se hallaban bajo arresto, siendo Wood capturado poco después. Tras la confesión de este último, Billings admitió su complicidad, si bien Hayes negó tener conocimiento del crimen. En el juicio, la mujer se declaró no culpable, pese a lo cual fue condenada por pequeña traición y sentenciada a morir quemada en la hoguera, mientras que Wood y Billings fueron sentenciados a la horca. El caso despertó una gran expectación a nivel popular, con numerosos nobles y caballeros presentes durante el juicio.

### Ejecución

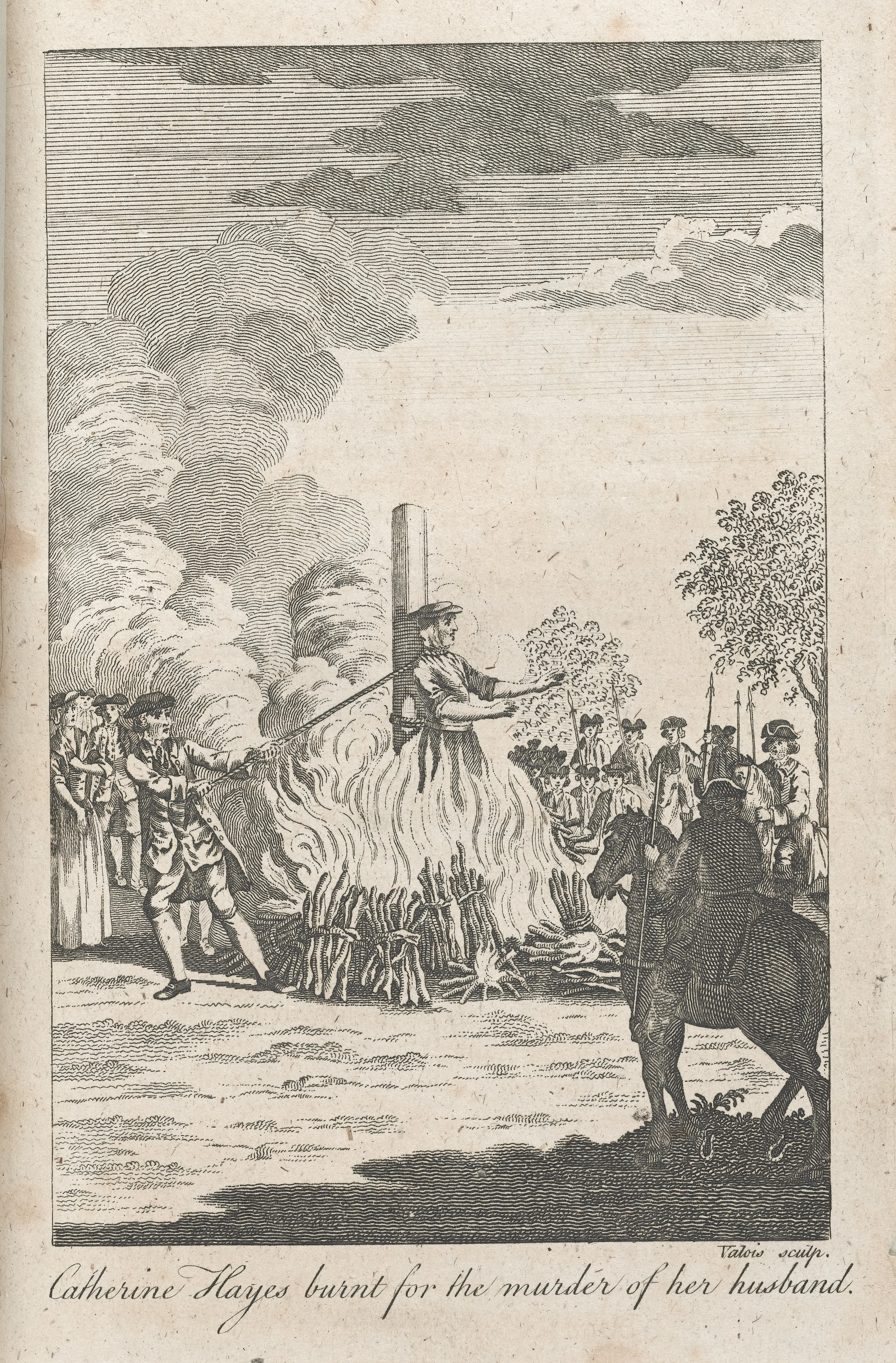
Grabado de la ejecución de Catherine Hayes.

El 9 de mayo, día fijado para la ejecución, Wood murió en la prisión de Newgate. Hayes trató sin éxito de suicidarse ingiriendo veneno, siendo ese mismo día atada a un poste de madera en Tyburn con un cabestro alrededor del cuello. Un registro temprano sostiene que «el verdugo se vio frustrado en un esfuerzo por estrangularla debido a la quema de la cuerda, y la mujer murió finalmente por un trozo de madera el cual fue lanzado a su cabeza y le arrancó los sesos», siendo esta muerte idéntica a la de Thomas Harding. Posteriormente se afirmó que Hayes fue «la última mujer en Inglaterra en ser quemada viva por pequeña traición (aunque la quema de cuerpos de mujeres tras su ejecución continuó hasta 1790)». Por su parte, Billings fue colgado con cadenas en Marylebone Fields.

## Cultura popular
Se escribieron baladas sobre el crimen de Hayes, comparando un corresponsal del London Journal el asesinato de John Hayes con la obra Arden of Feversham. A su vez, William Makepeace Thackeray basó su novela Catherine, publicada por primera vez en Fraser's Magazine en 1839-1840, en Catherine Hayes.
La historia del matrimonio fue relatada el 28 de octubre de 1953 en un episodio de la serie de radio de la CBS Crime Classics titulado John Hayes, His Head, and How They Were Parted (John Hayes, Su Cabeza, y Cómo Fueron Separadas); Catherine fue interpretada por Betty Harford y John por Alistair Duncan.